# グラハム準男爵
グラハム準男爵（Graham baronets）は、イギリスの準男爵位。グラハム姓の者が叙位された準男爵位は8つあり、うち2つはノバスコシア準男爵、2つはイングランド準男爵、1つはグレートブリテン準男爵、3つは連合王国準男爵である。

## ブレイコーのグラハム準男爵 (1625年)
ブレイコーのグラハム準男爵（Graham baronets, of Braco）は、第3代モントローズ伯爵ジョン・グラハムの次男ウィリアム・グラハムが1625年9月28日にノバスコシア準男爵として叙位されたのに始まる。特別継承者(special remainder)の規定により初代より遡った男系男子への相続が可能だった。4代準男爵の死去で初代の男系男子が絶え、初代にさかのぼっての分流であるモントローズ公爵グラハム家に継承されて現在まで続いている。
- 初代準男爵サー・ウィリアム・グラハム (-1635頃)
- 2代準男爵サー・ジョン・グラハム (-1646頃)
- 3代準男爵サー・ウィリアム・グラハム (-1684頃)
- 4代準男爵サー・ジェイムズ・グラハム (1661頃–1700頃) 休止(dormant)
  - モントローズ公爵参照

## エスクのグラハム準男爵 (1629年)
エスクのグラハム準男爵(Graham Baronetcy, of Esk)は、王党派の庶民院議員リチャード・グラハムが、1629年3月29日にイングランド準男爵に叙位されたのに始まる。3代準男爵は1681年5月13日にスコットランド貴族爵位プレストン子爵に叙されたため、その後3代にわたって準男爵位はその従属称号となったが、3代プレストン子爵の死去でプレストン子爵は廃絶。準男爵位は親族の家系に継承されて存続。現在まで存続している。
- 初代準男爵サー・リチャード・グラハム（英語版） (-1654)
- 2代準男爵サー・ジョージ・グラハム (1624頃–1658)
- 初代プレストン子爵/3代準男爵サー・リチャード・グラハム（英語版） (1648–1695) 1681年にプレストン子爵（英語版）
- 2代プレストン子爵/4代準男爵サー・エドワード・グラハム (1679–1710)
- 3代プレストン子爵/5代準男爵サー・チャールズ・グラハム (1706–1739)
- 6代準男爵サー・ウィリアム・グラハム (1730–1774)
- 7代準男爵サー・チャールズ・グラハム (1764–1795)
- 8代準男爵サー・ロバート・グラハム (1769–1852)
- 9代準男爵サー・エドワード・グラハム（英語版） (1820–1864)
- 10代準男爵サー・ロバート・ジェイムズ・ステュアート・グラハム (1845–1917)
- 11代準男爵サー・モントローズ・ステュアート・グラハム (1875–1939)
- 12代準男爵サー・モントローズ・ステュアート・グラハム (1904–1975)
- 13代準男爵サー・ラルフ・ウルフ・グラハム (1908–1988)
- 14代準男爵サー・ラルフ・ステュアート・グラハム (1950-)
  - 法定推定相続人は、現当主の息子ガブリエル・ローレンス・グラハム(1974-)

## ノートン・コニャーズのグラハム準男爵 (1662)
ノートン・コニャーズのグラハム準男爵（Graham baronets, of Norton Conyers）は、上記のエスクの初代準男爵の次男リチャード・グラハムが1662年11月17日にイングランド準男爵位として叙位されたのにはじまる
- 初代準男爵サー・リチャード・グラハム (1636–1711)
- 2代準男爵サー・レジナルド・グラハム (1670–1728)
- 3代準男爵サー・ベリンガム・グラハム (1702–1730)
- 4代準男爵サー・レジナルド・グラハム (1704–1755)
- 5代準男爵サー・ベリンガム・グラハム (1729–1790)
- 6代準男爵サー・ベリンガム・グラハム (c. 1764–1796)
- 7代準男爵サー・ベリンガム・レジナルド・グラハム (1789–1866)
- 8代準男爵サー・レジナルド・ヘンリー・グラハム (1835–1920)
- 9代準男爵サー・レジナルド・ガイ・グラハム (1878–1940)
- 10代準男爵サー・リチャード・ベリンガム・グラハム (1912–1982)
- 11代準男爵サー・ジェイムズ・ベリンガム・グラハム (1940-)
  - 推定相続人は 現当主の弟ジェレミー・リチャード・グラハム (1949-).
    - 推定相続人の法定推定相続人は上記の息子サミュエル・レジナルド・グラハム (1979-).

## ガートモアのグラハム準男爵 (1665年)
ガートモアのグラハム準男爵（Graham baronets, of Gartmore） は、ウィリアム・グラハムが1665年6月28日にノバスコシア準男爵として叙位されたのにはじまるが、2代準男爵の死去で廃絶した。
- 初代準男爵サー・ウィリアム・グラハム (-1684)
- 2代準男爵サー・ジョン・グラハム (-1708)

## ネザービーのグラハム準男爵 (1783年)
ネザービーのグラハム準男爵（Graham baronets, of Netherby）は、上記エスクのグラハム準男爵家の分流であるジェイムズ・グラハムが1783年1月15日にグレートブリテン準男爵として叙位されたのに始まる。
- 初代準男爵サー・ジェイムズ・グラハム (1761–1824)
- 2代準男爵サー・ジェイムズ・ロバート・ジョージ・グラハム (1792–1861)
- 3代準男爵サー・フレデリック・アーリック・グラハム（英語版） (1820–1888)
- 4代準男爵サー・リチャード・ジェイムズ・グラハム（英語版） (1859–1932)
- 5代準男爵サー・フレデリック・ファーガス・グラハム（英語版） (1893–1978)
- 6代準男爵サー・チャールズ・スペンサー・リチャード・グラハム (1919–1997)
- 7代準男爵サー・ジェイムズ・ファーガス・サーティーズ・グラハム (1946-)
  - 法定推定相続人は、現当主の長男ロバート・チャールズ・トマス・グラハム (1985-).

## カークストールのグラハム準男爵(1808年)
カークストールのグラハム準男爵（Graham baronets, of Kirkstall）は、トーリー党の庶民院議員だったサー・ジェイムズ・グラハムが1808年10月3日に連合王国準男爵として叙位されたのに始まる。5代準男爵が死去したことで廃絶した。
- 初代準男爵サー・ジェイムズ・グラハム（英語版） (1783–1825)
- 2代準男爵サー・サンドフォード・グラハム (1788–1852)
- 3代準男爵サー・サンドフォード・グラハム (1821–1875)
- 4代準男爵サー・ラムリー・グラハム (1828–1890)
- 5代準男爵サー・シリル・クラーク・グラハム (1834–1895)

## ラーバート・ハウス＝ハウスヒルのグラハム準男爵 (1906年)
ラーバート・ハウス＝ハウスヒルのグラハム準男爵（Graham baronets, of Larbert House and Househill）は、実業家ジョン・グラハムが1906年12月4日に連合王国準男爵として叙位されたのにはじまる。
- 初代準男爵サー・ジョン・ハット・ノーブル・グラハム (1837–1926)
- 2代準男爵サー・ジョン・フレデリック・ノーブル・グラハム (1864–1936)
- 3代準男爵サー・ジョン・レジナルド・ノーブル・グラハム（英語版） (1892–1980)
- 4代準男爵サー・ジョン・アレグザンダー・ノーブル・グラハム（英語版） (1926-2019)
- 5代準男爵サー・アンドリュー・ジョン・ノーブル・グラハム（英語版） (1956-).
  - 法定推定相続人は、現当主の息子ジェイムズ・パトリック・ノーブル・グラハム (1990-)

## ドロモアのグラハム準男爵(1964年)
ドロモアのグラハム準男爵（Graham baronets, of Dromore）は、実業家でアイルランド統一党の政治家だったクラレンス・グラハムが、1964年1月23日に連合王国準男爵として叙位されたのに始まるが、2代準男爵の死去で廃絶した。
- 初代準男爵サー・クラレンス・ジョンストン・グラハム（英語版） (1900–1966)
- 2代準男爵サー・ジョン・モディー・グラハム (1938-2020)